# Дойч, Дэвид
Дэ́вид Элиезер Дойч (англ. David Elieser Deutsch; род. 18 мая 1953, Хайфа, Израиль) — британский физик-теоретик израильского происхождения, работающий в Оксфордском университете; один из пионеров в области квантовых вычислений и пропагандист эвереттовской многомировой интерпретации квантовой механики. Член Лондонского королевского общества (2008).

## «Структура реальности»
В его книге «Структура реальности» (1997) эвереттовская интерпретация квантовой механики, или то, что Дэвид Дойч называет «гипотезой мультиверса» — одна из четырёх «нитей» теории всего:
1. Эвереттовская многомировая интерпретация квантовой механики, «первая и наиболее важная нить».
2. Попперовская эпистемология, особенно её антииндуктивизм и её требование научно-реалистической (неинструментальной) интерпретации научных теорий, а также акцент на принятие смелых выводов, устойчивых к опровержению.
3. Тьюринговская теория вычисления, особенно развитие Дойчем принципа Тьюринга, и универсальной машины Тьюринга и замена их универсальным квантовым компьютером Дойча (теперь «квантовая теория вычисления»).
4. Докинзовское развитие эволюционной теории Дарвина, особенно идеи репликатора и мемов, поскольку они объединяются с решением попперовских проблем (эпистемология).

Его теория всего — объединяющая, ведущая не к сведению всего к физике элементарных частиц, а к взаимному дополнению и поддержке в пределах мультиверса, многомирового, вычислительного, эпистемологического и эволюционного принципов.

## «Начало бесконечности»
В 2011 году вышла книга Дойча «Начало бесконечности», развивающая идеи «Структуры реальности». Одним из центральных понятий книги является объяснительная теория. Цель науки не предсказание, а объяснение. Сбывшееся предсказание лишь результат правильного объяснения. Объяснение никогда не бывает полным, и одни объяснительные теории сменяют другие. Однако благодаря совершенствованию наших теорий мы понимаем мир всё лучше.
Питер Форбс из «The Independent» тепло отозвался об идеях, выраженных в книге. В обзоре, опубликованном в газете «The Economist», отмечается, что «Начало бесконечности» является столь же дерзким трудом, как и предыдущая книга Дойча, «Структура реальности», а «его выводы столь же глубоки. Г-н Дойч доказывает, что хорошие объяснения могут пролить свет на философию морали, политическую философию и даже эстетику. Он провокативен и убедителен.» В издании «Kirkus Review» указывается, что книга «является философским объяснением прогресса, на удивление ясным и вызывающим на размышления.» В 2021 году книга попала в число научно-популярных книг, которые в рамках проекта «Дигитека» распространяются в электронном виде бесплатно для всех читателей.

## Награды
- Медаль и премия Дирака (1998)
- Премия в области компьютерных наук (англ. Edge of Computation Science Prize, 2005)
- Медаль Дирака от Международного центра теоретической физики в Триесте (2017)
- Премия по фундаментальной физике (2023)